# リモートセンシング

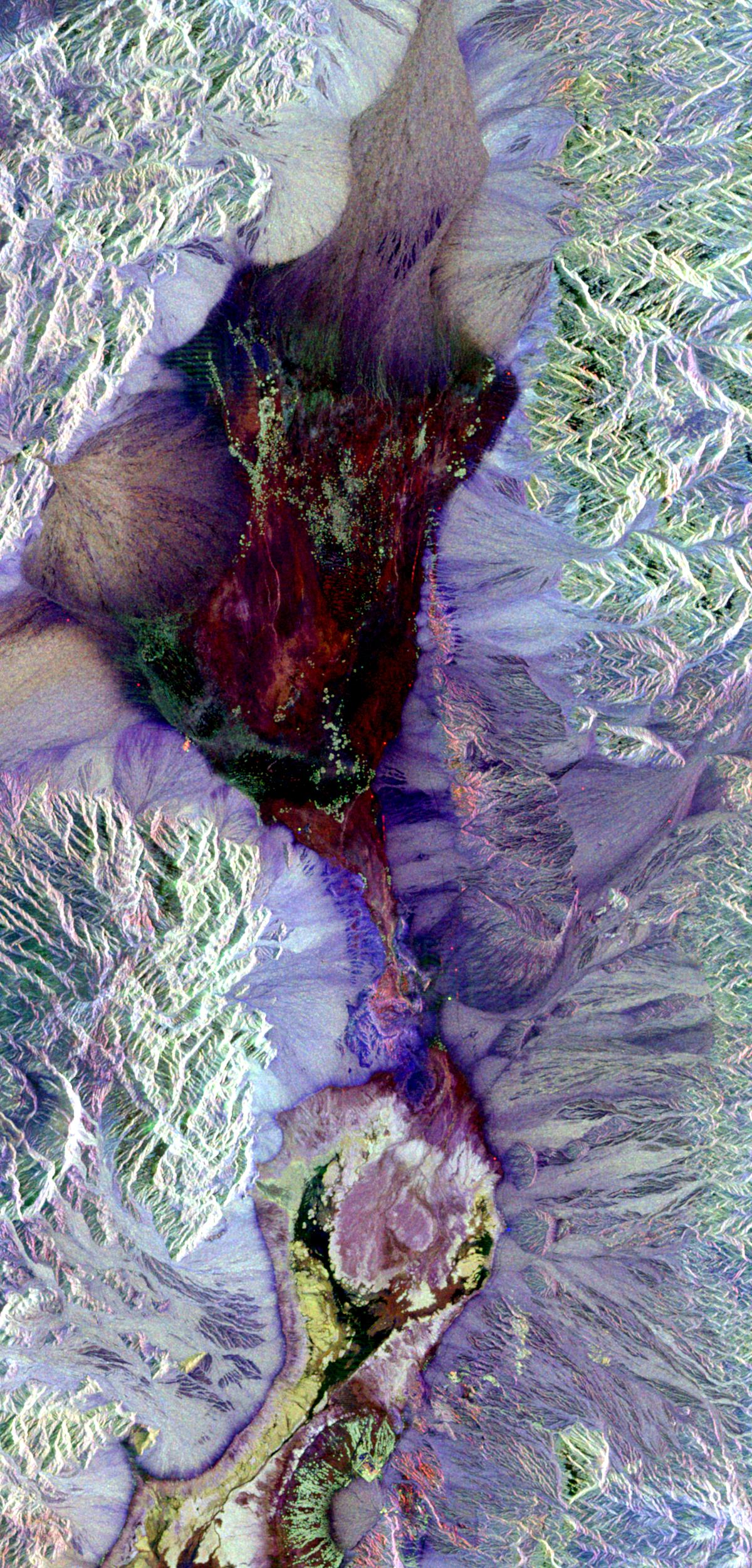
ポラリメトリーによるデスバレー の合成開口レーダー画像。

リモートセンシング (英: remote sensing) とは、原義的には一応、「離れた位置からセンシングすること」（遠隔地からセンサーを使って感知すること）やその手法・技法・技術のことである。広範囲のものを指しうる用語ではあるが、しかしこの用語は大抵はもっと狭義に用いて、人工衛星や航空機などから地球の表面（Earth's surface）付近を観測する技術を指すことが多い。

## 概説
リモートセンシングには、観測装置（センサー）と、それを上空に運ぶためのプラットフォームが必要である。観測装置としては、写真、放射計、レーザープロファイラー、レーダーなどが使われる。プラットフォームとしては、飛行機、気球、ヘリコプター、ドローン、人工衛星、自動車などが使われる。
広範囲を観測できる、人が行きにくい場所（危険地域）が観測できる、などの利点がある。
リモートセンシングはいくつか分類法があり、能動型・受動型で分類する方法や、利用する波の種類で音波・電磁波に分類する方法などがある。 #分類・種類

リモートセンシングの歴史を考察してみると、19世紀に気球を用いた空中写真の撮影というのは始まっており、20世紀前半の二度の世界大戦で偵察目的などでの空中撮影は精密に行われるようになってはいて、それもリモートセンシングの始まりと考えることができるが、本格的なリモートセンシングが活発に行われるようになったのは、20世紀後半に人工衛星が活用されるようになってからのことである。
リモートセンシングの利用やそれによって得られた情報の利用は多分野で行われており、たとえば以下のような分野で活用されている：
- 鉱物探査（英語版）
- 植生の分布の調査
- 土地利用の状態の調査
- 火山活動の監視、土砂災害の把握
- 気象情報の把握、河川水位計測
- 海面温度 sea surface temperature（SST）、赤潮など海洋情報の把握
- 穀物生産量の予測
- 自動車やドローンにおける自動運転と巡航
- インフラ施設管理

## 歴史
近代のリモートセンシングの分野は、最も原始的なリモートセンシング（例：高台や木の上から風景を見渡すこと）を除き、航空技術の発展と共に進化してきた。近代リモートセンシングの歴史は、1858年、気球学者 (balloonist) であるナダール（ガスパード・トゥルナション）が、気球のバスケットに乗りこみパリの上空からの写真を撮影したことが契機となった。このナダールは「初の航空写真家」ともいわれている。また、気球以外にも、伝書鳩、凧、ロケット、無人気球などが、初期の写真撮影に使われた。しかし、これらの手段によって得られた画像は、地図作成や科学的な調査目的にはさほど有用ではなかった。
空中写真撮影技術がより体系的に大きく発展したのは、軍事目的のために第一次世界大戦において採用されたことによる。特に冷戦時代になると、U-2などの偵察飛行機の開発と共に空中写真がその全盛期を迎えた。
20世紀後半になると、人工衛星の発展によって全地球的な規模でのリモートセンシングが可能になった。数々の地球観測衛星や、気象衛星に搭載されているリモートセンシング機器は、全地球的な規模の各種のデータを、民生目的、科学目的、および軍事目的のために提供している。そして、地球外の惑星への惑星探査機によって地球外の環境におけるリモートセンシングも可能となった。
1960年代から1970年代にかけて、米国発の衛星画像の画像処理技術開発によって、リモートセンシングは一層の発展を遂げた。航空・宇宙写真のフーリエ変換技術による画像の高度化が、シリコンバレーのNASAエイムス研究所、 GTE社、 ESL社などによって初めて達成された。

## リモートセンシングの分類・種類
さまざまな分類法があり、能動型・受動型で分類する方法や、利用する波の種類で分類する方法などがある。

### 能動型・受動型
リモートセンシングは、能動的リモートセンシングと受動的リモートセンシングとに大別することができる。
能動型リモートセンシング（active remote sensing）
観測する側が、何らかの信号を、観測対象に送り、信号が観測対象によって、反射、散乱などによって変化して戻ってきたところを受信することにより、観測対象の性質を得るものである。最も有名な能動型リモートセンシングは、マイクロ波散乱計や合成開口レーダー、レーザープロファイラーなどである。
受動型リモートセンシング（passive remote sensing）
観測対象自らが発する信号や、観測対象が散乱・反射する外部信号を観測することにより、観測対象の性質を得るものである。可視光での受動型リモートセンシングは、主に、観測対象が反射・散乱する太陽光を検出する。また、赤外線やマイクロ波周波数領域での、受動型リモートセンシングは、観測対象が熱放射によって発する電磁波を検出する。

### 利用する波・波動の種類による分類
リモートセンシングでは、通常、対象から観測者へ伝播する波を受信することによって実現される。波の種類によって以下のように分類される。
大きく、音波と、光を含めた電磁波とに大別することもでき、電磁波によるリモートセンシングは、衛星や航空機によるリモートセンシングによく使われる。電磁波は、周波数（波長）によって、伝播の性質や、物質との相互作用の特性が異なるので、各周波数（波長）帯に適した用途がある。
音波リモートセンシング
音波は、水中でのリモートセンシングによく使われる。電磁波は、超低周波を除き、水中では非常に速く減衰してしまうためリモートセンシングには適さないのだが、音波は数百km先にでも伝わるので、リモートセンシングに活用できる。たとえば、駆逐艦や潜水艦による他の潜水艦や艦船の探知、漁船・釣り船などでの魚群探知などで使われている。（なお、人類が行うはるか以前からクジラなどもおこなっている。）また、車などに搭載されている近接距離計は、超音波の伝播速度を利用した能動型リモートセンシングの一種である。
電磁波
可視光
可視光は、人間の目が感知できる周波数領域なので、可視光による観測は、人間にとって最も直感的に分かりやすい。また、一般のカメラやビデオカメラなどの技術が応用できるので、技術的には比較的容易に実現できる。熱放射のスペクトル（プランクの法則）は、物体の温度によって決まる、ある周波数（波長）で最大となる（ウィーンの変位則）が、また、太陽（絶対温度は約6000K）からの熱放射のスペクトルは、可視光領域で最大となるので、太陽の電磁波を利用して観測するのには、可視光がもっとも適している。雲があると地表は観測できない。夜間の観測も難しい（都市などの人工光源以外は）。大気によるノイズ（空気分子やエアロゾルによる吸収・散乱）をうけやすい。
赤外線
赤外線は、可視光より波長の長い電磁波である。その波長によって近赤外線や遠赤外線に分類される。地球上の物体（絶対温度が300K前後）は、赤外線領域に熱放射のピークがあるので、物体の熱的な状態を、赤外線の放射により観測することができる。物体からの赤外線の放射量は温度に換算できるので、雲の温度や, 都市域の温度分布（ヒートアイランド）、海面温度分布（エルニーニョや海流の様子）などを調べるのに使われる。また、空気の各種の分子の吸収・放射波長帯の観測に特化した、サウンダーと呼ばれる赤外線センサーもあり、これによって大気中の水蒸気分布や温度分布等を測定できる。可視光と同様に、雲を透過して観測することは難しいので、晴れていないと地表を観測できない。しかしながら、可視光と違って、夜の地表面の観測は可能である。リモートセンシングの分野では、気象観測や海面温度測定等で古くから活用されてきた周波数帯でもある。
マイクロ波
マイクロ波は、赤外線よりもさらに波長の長い電磁波である。微小な水滴（雲粒）には散乱されないので、雲を透過することができるという特徴がある。したがって、可視光では、雲の無い地域でしか、地表を観測できないのに対し、マイクロ波では、上空の天気に関わらず地表を観測できるという利点がある。また、特に、水はマイクロ波周波数領域ではとても効率の良い放射体なので、海洋調査や、降水量調査といった水に関するリモートセンシングに適している。ただ、マイクロ波は、波長が長いので、可視光に比べて高い解像度を得ることが難しい。高い解像度を得るために、合成開口レーダーという技術が使われている。
なお電磁波には、波長以外にも、偏波や位相という特徴がある。これらを活用するリモートセンシング技術も存在する。
レーザー光
レーザー光の放射と反射から、位相差により対象物との距離や三次元の形状を求めたりすることができる。
LIDARが使われている。

### 重力センシング
重力加速度測定というのが正しいのだが、天体の軌道を回る衛星や航空機等にかかる加速度を精密に測定し、観測装置自身が能動的に発する加速度を引き算すると、観測装置自身にかかる正確な重力加速度が求められることになる。この分布（ブーゲー異常）を調べることで、地下にある重い物質の存在などが分かるため、鉄やウランなどの鉱物資源探査で用いられる。近年では、水文現象の研究や、地球の形状や天体の形状を精密に測定するために、重力加速度観測計画が行われている。